# بهترین روز برای همیشه
" بهترین روز برای همیشه " پارت اول قسمت ۲۰ از فصل چهارم و قسمت ۸۰ در کل سریال تلویزیونی انیمیشنی باب اسفنجی شلوارمکعبی است. این قسمت توسط نیت کش، تاک تاکر و استیون بانکز نویسندگی و انیمیشن توسط لری لیچلیتر کارگردانی شد. نقدی و تاکر نیز به عنوان مدیران استوری‌برد کار می‌کرد. این آلبوم ابتدا در تاریخ ۱۰ نوامبر ۲۰۰۶ در نیکلودئون در ایالات متحده پخش شد.

## خلاصه نقشه

در پایان قسمت، باب اسفنجی در مورد «بهترین روز برای همیشه» موسیقی خود را اجرا می‌کند.

«بهترین روز همیشه» باب اسفنجی نتوانسته‌است بر اساس برنامه‌ریزی او عمل کند زیرا او همه اش باید برنامه‌های خود را لغو کرده و به دیگران کمک کند. او برای اولین کار می‌خواهد در رستوران آقای خرچنگ کار کند، اما به علت اینکه کرم‌های لوله ای آنجا را محاصره کرد اند نمی‌تواند؛ او کرم‌ها را با استفاده از بینی خود به عنوان یک فلوت جذب می‌کند و از رستوران دور می‌کند. سپس او قصد دارد بقیه روز را کاراته بازی با سندی بکند، اما او نمی‌تواند زیرا خانه درختی او نشت کرده‌است. باب اسفنجی با اعتقاد بر اینکه این یک فریب است، تصادفاً نشت را با یک دستکش کاراته چسبنده خود متوقف می‌کند (سندی او را به جایی که خانه اش نشت کرده بود پرت کرد وقتی که باب سعی کرد به او حمله کند). بعد، او می‌خواهد با پاتریک عروس دریایی‌گیری کند، اما پاتریک با شکستن چوپ پاتریک نمی‌تواند، بنابراین باب اسفنجی چوب قدیمی خودرا به او می‌دهد، که به سرعت می‌شکند. باب اسفنجی مجبور می‌شود چوب فناوری بالاسطح خودرا به او بدهد باب اسفنجی منتظر می‌ماند که پاتریک چوبش را به او بدهد اما پاتریک باب را فراموش کرده‌است، واین کارهم درست انجام نمی‌شود.
فعالیت نهایی باب اسفنجی این است که به کنسرت کلارینت اختاپوس برود. با این حال، هنگامی که او با اختاپوس ملاقات می‌کند، می‌گوید که نمی‌تواند در کنسرت را اجرا کند، زیرا نیمی از دهانه کلارینت او شکسته‌است؛ ولی باب تصمیم گرفته‌است که این کار را هرجور که شده انجام بدهد، بنابراین، باب اسفنجی یکی از دندان‌هایش را برای جایگزینی دهانه اش کشید. باب اسفنجی تلاش می‌کند برای ورود به کنسرت تلاش می‌کند، اما نگهبان به او اجازه نمی‌دهد، مگر اینکه او بلیط داشته باشد. او تلاش می‌کند که به راهای مختلفی وارد کنسرت شود، اما در نهایت نگهبان به او اجازه می‌دهد زیرا او در بخش ویژه است (خانم پاف نام او را هنگامی که او متوجه شد او در کیف پولش است تا به کنسرت بیاید گفت). ولی او به پایان کنسرت می‌رسد. ولی باب اسفنجی مانع تمام شدن کنسرت می‌شود و می‌گوید این روز قرار بود بهترین روز من باشد و خراب شد اما بقیه به او دلداری می‌دهند و همگی باهم یک نمایش به نام بهترین روز برای همیشه بازی می‌کنند